# Uniwersytet w Szkodrze
Uniwersytet w Szkodrze im. Luigjego Gurakuqiego – albańska uczelnia wyższa z siedzibą w Szkodrze, założony w 1991, na bazie działającej od 1957 Wyższej Szkoły Pedagogicznej.

## Historia
W latach 1957–1970 w Szkodrze działała dwuletnia Wyższa Szkoła Pedagogiczna, w 1970 przekształcona w trzyletnią, a w 1981 w czteroletnią. 28 maja 1991 decyzją Rady Ministrów Republiki Albanii szkoła została podniesiona do rangi uniwersytetu i otrzymała imię L. Gurakuqiego. W uczelni kształcą się obecnie studenci głównie z północnej Albanii, ale także z Czarnogóry, Kosowa i Macedonii. Uniwersytet specjalizuje się w naukach ścisłych i naukach technicznych. W 1992 dzięki ówczesnemu rektorowi prof. Menduhowi Dergutiemu uczelnia nawiązała współpracę z University of Nebraska, co umożliwiło rozwinięcie studiów z zakresu finansów i zarządzania. Współpraca z holenderskim uniwersytetem HAN pozwoliła na uruchomienie w 2002 ośrodka kształcącego specjalistów z zakresu informatyki. W listopadzie 2007 z udziałem premiera Salego Berishy otwarto budynek Wydziału Medycznego.
Uniwersytet współpracuje z 50 instytucjami edukacyjnymi w kraju i za granicą, w tym z Uniwersytetem Warszawskim.
W roku akademickim 2008/2009 na uczelni studiowało 11 000 osób. Największym powodzeniem cieszyły się studia z zakresu prawa (1345 studentów), filologii albańskiej (1219) oraz finansów (912).
Struktura uniwersytetu obejmuje obecnie 6 fakultetów (18 wydziałów). Własna kadra pedagogiczna liczy 280 osób, z czego 22 osoby posiadają tytuł profesorski. Obecnym rektorem uczelni jest prof. Adem Bekteshi, specjalista z zakresu pedagogiki.

## Fakultety
- Fakultet Nauk Społecznych (Fakulteti i Shkencave Shoqërore)
- Fakultet Nauk Przyrodniczych (Fakulteti i Shkencave Natyrore)
- Fakultet Nauk Pedagogicznych (Fakulteti i Shkencave të Edukimit)
- Fakultet Ekonomiczny (Fakulteti Ekonomik)
- Fakultet Prawa (Fakulteti i Drejtësisë)
- Fakultet Języków Obcych (Fakulteti i Gjuhëve të Huaja)